# Pedro Motta
Pedro Henriques Soares Motta (Rio de Janeiro, 23 de setembro de 2005) é um ator, cantor e apresentador brasileiro mais conhecido por interpretar o Detetive Pippo em Detetives do Prédio Azul, série infantil do canal por assinatura Gloob.

## Biografia
Pedro Henriques Soares Motta nasceu no bairro Laranjeiras, Rio de Janeiro, em 23 de setembro de 2005.

## Carreira
Pedro iniciou sua carreira no ano de 2012, mas só em 2013 fez seus primeiros trabalhos. Participou de um comercial de fim de ano para um shopping e, em novembro de 2013, atuou num espetáculo musical de Natal para a inauguração da Árvore de Natal da Lagoa Rodrigo de Freitas ao lado do ator Daniel Boaventura.
Em 2014 participou do humorístico Tá no Ar: a TV na TV da Rede Globo e realizou trabalhos como dublador.
Em 2015 veio sua maior oportunidade. Após três etapas de testes, Pedro iniciou seu trabalho como Pippo, personagem da série infantil Detetives do Prédio Azul no canal Gloob. Vivendo o personagem, o ator protagonizou os três filmes da franquia D.P.A: D. P. A. - O Filme em 2017, D. P. A. 2 - O Mistério Italiano, em 2018 e D. P. A. 3 - Uma Aventura no Fim do Mundo em 2020, além de diversas webséries produzidas pelo canal do YouTube do Gloob, entre elas o Vlog da Berê, e uma peça de teatro.
Em D. P. A. 2 - O Mistério Italiano, Pedro gravou cenas na cidade italiana de Alberobello. Em D. P. A. 3 - Uma Aventura no Fim do Mundo, cenas foram gravadas em Ushuaia, na Argentina.
No ano de 2016, participou da série Os Homens são de Marte, no canal GNT. Ingressou no elenco do musical Ou Tudo Ou Nada, ficando em cartaz em teatros do Rio de Janeiro e São Paulo.
Em 2019, participou de diversos programas no canal SporTV e no Globo Esporte.
Desde 2019, está em cartaz no teatro com D.P.A. - Um Mistério no Teatro.
No início de 2020, Pedro atuou como apresentador no game show Rolê Gloob de Férias, ao vivo, ao lado da também atriz e apresentadora Nicole Orsini.
No dia 8 de janeiro, Pedro lançou de forma independente seu álbum de estréia chamado Pura Adrenalina. Foi gravado no Studio Top Music na cidade de Goiânia, com a produção de Dhanatom Gomes (que tambêm realizou os arranjos musicais) e com colaborações na composição realizada pelos músicos Marcos Biank, Tiago Cardoso, Amanda Rezende, Bya Marques e o produtor Dhanatom.

## Filmografia

### Televisão
| Ano           | Título                    | Personagem               | Notas           |
| ------------- | ------------------------- | ------------------------ | --------------- |
| 2016–20       | Detetives do Prédio Azul  | Filippo Tomatini (Pippo) | Temporadas 7-14 |
| 2020–presente | Rolê Gloob                | Apresentador             |                 |
| 2021–presente | Fuja Se For Capaz!        | Apresentador             |                 |
| 2022          | Turma da Mônica - A Série | Quinzinho                |                 |

### Cinema
| Ano  | Título                                    | Personagem |
| ---- | ----------------------------------------- | ---------- |
| 2017 | D. P. A. - O Filme                        | Pippo      |
| 2018 | D. P. A. 2 - O Mistério Italiano          | Pippo      |
| 2020 | D. P. A. 3 - Uma Aventura no Fim do Mundo | Pippo      |
| 2024 | Chama a Bebel                             | Guga       |

### Internet
| Ano  | Título                | Personagem |
| ---- | --------------------- | ---------- |
| 2017 | Talk Show do Severino | Pippo      |
| 2018 | Vlog da Berê          | Pippo      |

### Teatro
| Ano  | Título                      | Personagem      | Ref.  |
| ---- | --------------------------- | --------------- | ----- |
| 2013 | Uma Celebração a Vida       | Nestor criança  | [ 2 ] |
| 2016 | Ou Tudo ou Nada - O Musical | Nathan Lukowski | [ 2 ] |
| 2019 | D.P.A. - A Peça             | Pippo           | [ 5 ] |

## Discografia

### Álbuns de estúdio
| Título          | Detalhes                                                                          |
| --------------- | --------------------------------------------------------------------------------- |
| Pura Adrenalina | - Lançamento: 8 de janeiro de 2020 - Gravadora: Independente - Formato: Streaming |

### Álbuns de trilha sonora
| Título                                                | Detalhes                                                                                          | Pico de posições nas paradas musicais |
| ----------------------------------------------------- | ------------------------------------------------------------------------------------------------- | ------------------------------------- |
| D.P.A 2, O Mistério Italiano (Trilha Sonora do Filme) | - Lançamento: 18 de janeiro de 2019 - Gravadora: Som Livre - Formato: Streaming, download digital | Brasil (ITunes) - 9                   |

### EPs
| Título       | Detalhes                                                                         |
| ------------ | -------------------------------------------------------------------------------- |
| Plastik City | - Lançamento: 29 de março de 2013 - Gravadora: Independente - Formato: Streaming |